# A562 (motorväg, Tyskland)
A562 är en motorväg i Bonn i Tyskland. Den går över Rhen.

## Trafikplatser
|  | Nr | Skyltning                     |
|  |    | Bonn-Friesdorf/Dottendorf     |
|  | 1  | Bonn-Bad Godesberg            |
|  | 2  | Bonn-Rheinaue                 |
|  |    | Konrad-Adenauer-Brücke (490m) |
|  | 3  | Bonn-Beuel-Süd                |
|  | 4  | Bonn-Ost (Fyrvägskorsning)    |
|  |    | Provisorisk                   |